# Ole Kristoffersen
Ole Kristoffersen er en dansk erhvervsmand, der grundlagde Lagkagehuset. Han startede det allerførste Lagkagehus i Danmark, nemlig på Christianshavns Torv.